# Manuel Orantes
Manuel Orantes Corral ([maˈnwel oˈɾantes koˈral]), född 6 februari 1949 i Granada, Spanien, är en spansk vänsterhänt tidigare professionell tennisspelare. 
Orantes, flerfaldig spansk mästare, var en av 1970-talets bästa tennisspelare och rankades 1973 som världstvåa i singel. Han vann under sin professionella karriär 33 singeltitlar, inkluderande en Grand Slam (GS)-titel. Han spelade ytterligare 35 singelfinaler. I dubbel vann han 22 titlar och spelade ytterligare 20 finaler, varav en i en GS-turnering. Han rankades som bäst som nummer 160 i dubbel (1983). Han var professionell spelare på WCT-touren perioden 1969-83.

## Tenniskarriären
Sin första internationella singeltitel vann Orantes som junior 1966 (Orange Bowl). År 1967 vann han juniorsingeln i Wimbledonmästerskapen. Samma år gjorde han debut i Spaniens Davis Cup-lag. Spanien nådde det året Challenge Round (världsfinalen) mot Australien. Orantes spelade då 3 matcher, två i singel och dubbeln. Han förlorade sina singlar mot det årets världsetta John Newcombe och den då 12-faldige GS-vinnaren Roy Emerson. Orantes kom fram till 1980 att spela hela 87 DC-matcher av vilka han vann 60.    
Orantes vann 1972 singeltitlarna i Italienska öppna (finalseger över Jan Kodeš) och Swedish Open, den senare efter finalseger över Ilie Nastase. Han vann Swedish Open också 1975.
År 1974 spelade han sin första GS-singelfinal, Franska öppna i Paris vid Roland Garros. Han mötte där svensken Björn Borg som också spelade sin första GS-final. Orantes var helt överlägsen i de två första seten och såg ut att gå mot en enkel seger. Borg vände emellertid därefter matchen och spelade ut Orantes i de 3 följande seten. Borg vann med 2–6, 6–7, 6–0, 6–1, 6–1 och vann därmed sin första GS-titel. Året därpå, 1975, nådde Orantes finalen i US Open. Han ställdes där mot det föregående årets världsetta Jimmy Connors. Orantes vann i tre raka set med siffrorna 6-4, 6-3, 6-3 och vann därmed sin första och enda GS-titel.
År 1976 vann Orantes ITF Masters genom att i finalen besegra Wojtek Fibak (5-7, 6-2, 0-6, 7-6, 6-1). År 1977 vann han Amerikanska grusmästerskapen genom finalseger över Connors. 
I dubbel nådde Orantes tillsammans med landsmannen Jose Higueras finalen i Franska öppna 1978. Spanjorerna mötte där Gene Mayer/Hank Pfister som vann med 6-3 6-2 6-2.   

## Spelaren och personen
Den vänsterhänte Manuel Orantes var känd som en mycket skicklig tennisspelare med utsökta volleyslag, fina passerslag och mästerliga topspinlobbar. Med sitt sportsmannaaktiga uppträdande på banan och talangfyllda spel var han alltid publikfavorit. 
Han tränades av landsmannen Andres Gimeno. 

## Grand Slam-titlar
- US Open
  - Singel - 1975